# Yoshihiko Wada
Yoshihiko Wada (和田 義彦, Wada Yoshihiko), est un peintre japonais né en 1940.

## Biographie
Yoshihiko Wada naît à Miyama (à présent Kihoku), district de Kitamura dans la préfecture de Mie en 1940, d'un père membre du clergé. Il fait ses études au lycée d'Asahigaoka (旭丘高校) dans la préfecture d'Aichi. En 1959, il suit les cours de peinture à l'huile de l'Université des arts de Tokyo. Après avoir achevé ses études, il tient sa première exposition solo en 1964. L'année suivante, il travaille comme chargé de cours à temps partiel à l'Université d'art de Musashino (武蔵野美術大学). En 1971, il obtient une bourse du gouvernement italien et réside à Rome pendant six ans et voyage également en Espagne tout en étudiant l'art occidental. 
De retour au Japon en 1977, il est professeur adjoint du cours de peinture japonaise à l'Université d'art de Nagoya (名古屋芸術大学) en 1980 puis professeur à cette même université en 1986. Le 15 mars 2006, il reçoit le prix d'encouragement des arts du ministère de l'éducation, des sciences et de la technologie (芸術選奨文部科学大臣賞). Le 5 juin 2006, il est déchu de cette décoration pour cause de plagiat.

## Allégations de plagiat
Après que Wada a reçu un prix du ministère de l'Éducation en mars , des allégations de plagiat apparaissent après réception en avril par l'« Association des artistes japonais » et l'agence pour les affaires culturelles d'une dénonciation anonyme mettant en cause l'authenticité de certains de ses tableaux. Une enquête révèle que plusieurs des œuvres de Wada comportent des similitudes frappantes avec celles d'Alberto Sughi. Selon Wada, il est familier de l’œuvre de Sughi depuis son séjour d'étude en Italie dans les années 1970. Il nie le plagiat déclarant qu'il a travaillé avec Sughi et est inspiré par leur collaboration et déclare par ailleurs que ses œuvres exposées sont un hommage à Sughi. Cependant, Sughi dit qu'il n'avait aucune idée que Wada était un peintre et pensait qu'il était juste un admirateur de son œuvre. Contacté par l'ambassade du Japon en Italie au début du mois de mai, il est choqué d'apprendre l'existence des peintures de Wada. Une commission d'examen comprenant entre autres trois des sept juges qui ont attribué le prix à Wada conclut qu'il n'existe pas suffisamment de preuves pour suggérer que Wada n'a pas plagié les travaux de Sughi. En conséquence, l'Agence pour les affaires culturelles décide le 5 juin de déposséder Wada du prix, ce qui en fait la première fois dans l'histoire de cette récompense que l'artiste est déchu de son titre.

## Source de la traduction
- (en) Cet article est partiellement ou en totalité issu de l’article de Wikipédia en anglais intitulé « Yoshihiko Wada » (voir la liste des auteurs).